# Föderationsrat (UdSSR)
Der Föderationsrat (russisch Совет Федерации Sowet Federazii) war ein sowjetisches beratendes Regierungsgremium in den Jahren 1990 und 1991.
Ihm gehörten Staatspräsident Michail Gorbatschow und je ein Vertreter der 15 Unionsrepubliken an. Bekannte Mitglieder waren Boris Jelzin für Russland und Nursultan Nasarbajew für die Kasachische Sozialistische Sowjetrepublik.